# Funcionalisme (arquitectura)

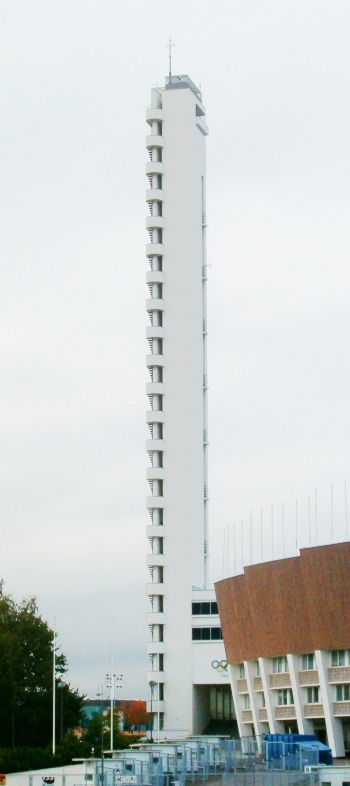
La torre de l'estadi Olímpic de Hèlsinki (Y. Lindegren & T. Jäntti, construïda el 1934-38)

El funcionalisme, en arquitectura, és el principi pel qual l'arquitecte que dissenya un edifici hauria de fer-lo basant-se en el propòsit que tindrà aqueix edifici. Aquesta declaració és menys evident del que sembla en principi, i és motiu de confusió i controvèrsia dins de la professió, particularment a la vista de l'arquitectura moderna.
Els orígens del funcionalisme es poden remuntar a la tríada de Vitruvi, en què la utilitas (traduïda també com a 'comoditat', 'confort' o 'utilitat') va de la mà de venustas ('bellesa') i de firmitas ('solidesa'), com una de les tres metes clàssiques de l'arquitectura.
En els primers anys del segle xx, l'arquitecte de Chicago Louis Sullivan va popularitzar la frase "la forma segueix sempre la funció" per a arreplegar la seua creença que la grandària d'un edifici, la massa, la distribució de l'espai i altres característiques han de decidir-se solament per la funció de l'edifici. Açò implica que, si se satisfan els aspectes funcionals, la bellesa arquitectònica sorgirà de manera natural.
No obstant això, el credo de Sullivan és vist sovint com a irònic a la llum de l'extensiu ús que fa d'intricats ornaments, en contra de la creença comuna entre els arquitectes funcionalistes que els ornaments no tenen cap funció. El credo tampoc aclareix a quines funcions es refereix. L'arquitecte d'un edifici d'habitatges, per exemple, pot fàcilment estar en desacord amb els propietaris d'aquests sobre el que l'edifici hauria de semblar, i ambdós també en desacord amb futurs arrendataris. No obstant això, "la forma segueix la funció" expressa una idea significativa i duradora.
Les arrels de l'arquitectura moderna es basen en el treball de l'arquitecte francosuís Le Corbusier i l'alemany Mies van der Rohe. Ambdós van ser funcionalistes, almenys en el punt que els seus edificis van ser radicals simplificacions d'estils anteriors. El 1923, Mies van der Rohe treballava a Weimar, Alemanya, i havia començat la seua carrera de produir estructures de simplificacions radicals, i animades per un amor al detall que van arribar a la meta de Sullivan de la bellesa arquitectònica inherent. És famós aquesta afirmació de Corbusier: "una casa és una màquina on viure" en la seu llibre Vers une architecture, publicat el 1923. Aquest llibre va ser, i encara ho és, molt influent, i els primers treballs que va fer, com la vil·la Savoye a Poissy, França, són tinguts com a prototips de funcionalisme.
A mitjans dels anys trenta, el funcionalisme va començar a ser discutit com un acostament estètic, més que no com una qüestió d'integritat de disseny. La idea del funcionalisme va ser combinada amb la manca d'ornamentació, que és una qüestió molt distinta. Es va convertir en un terme pejoratiu associat a les formes més ermes i més brutals de cobrir un espai, com formes barates i comercials de fer edificis, usats finalment, per exemple, en el crític academicisme de les cúpules geodèsiques de Buckminster Fuller, simplement com a sinònim de gauche.
En els anys setanta, el prominent i influent arquitecte americà Philip Johnson sostenia que la professió no té responsabilitat funcional de cap manera, i aquesta és una de les opinions que prevalen avui dia. Jhonson va dir: "No sé d'on venen les formes, però no tenen res a fer amb els aspectes funcionals o sociològics de la nostra arquitectura". La postura de l'arquitecte "postmodern" Peter Eisenman es basa en un teòric usuari hostil i és, fins i tot, més extrema: "No faig la funció". Els arquitectes més coneguts en Occident, com Frank Gehry, Steven Holl, Richard Meier i Ieoh Ming Pei, es veuen a si mateixos sobretot com a artistes, amb una certa responsabilitat secundària de fer els edificis funcionals per als clients i/o els usuaris.
La discussió sobre el funcionalisme i l'estètica s'emmarca sovint com a opcions mútuament excloents, quan de fet hi ha arquitectes, com Will Bruder, James Polshek i Ken Yeang que procuren satisfer les tres metes de Vitruvi.